# Goerodes kivuensis
Goerodes kivuensis är en nattsländeart som beskrevs av G. Marlier 1952. Goerodes kivuensis ingår i släktet Goerodes och familjen kantrörsnattsländor. Inga underarter finns listade i Catalogue of Life.